# Пуэбло (индейцы)

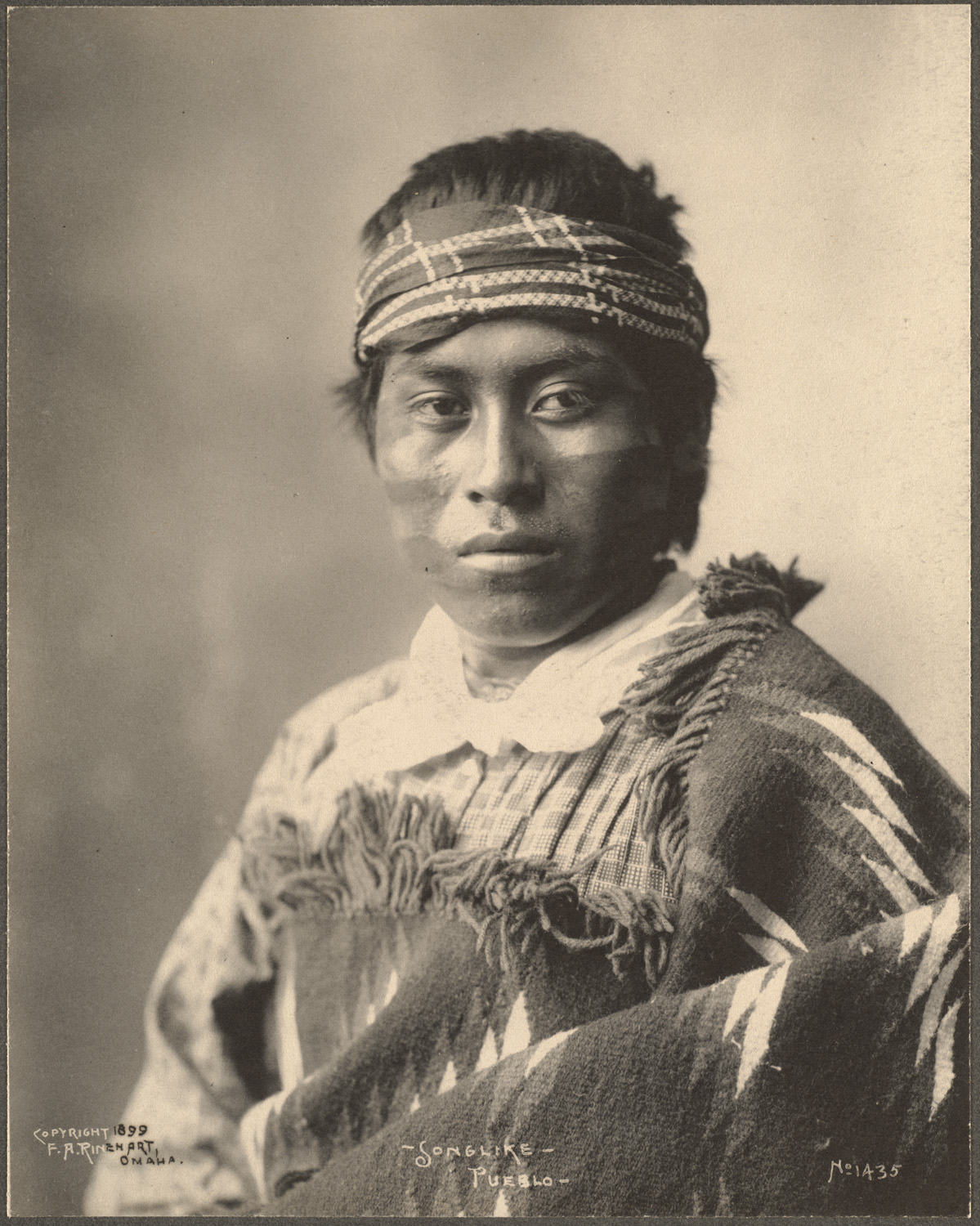
Сонглике, пуэбло, 1899 год

Пуэ́бло (от исп. pueblo — «народ», «селение») — группа индейских народов Юго-запада США. Численность по состоянию на начало XXI века — около 75 тысяч человек. Проживают в штатах Аризона и Нью-Мексико, между реками Рио-Гранде и Колорадо. Принадлежат к американоидной расе. Религия — протестантизм и католицизм с традиционными культами, хотя ещё в XVIII веке пуэбло с исключительной яростью оказывали сопротивление внедрению христианства — в частности, они уничтожили укреплённое поселение Аватови, где проживали их перешедшие в христианство соплеменники, убив всех находившихся там мужчин.

## Древние пуэбло

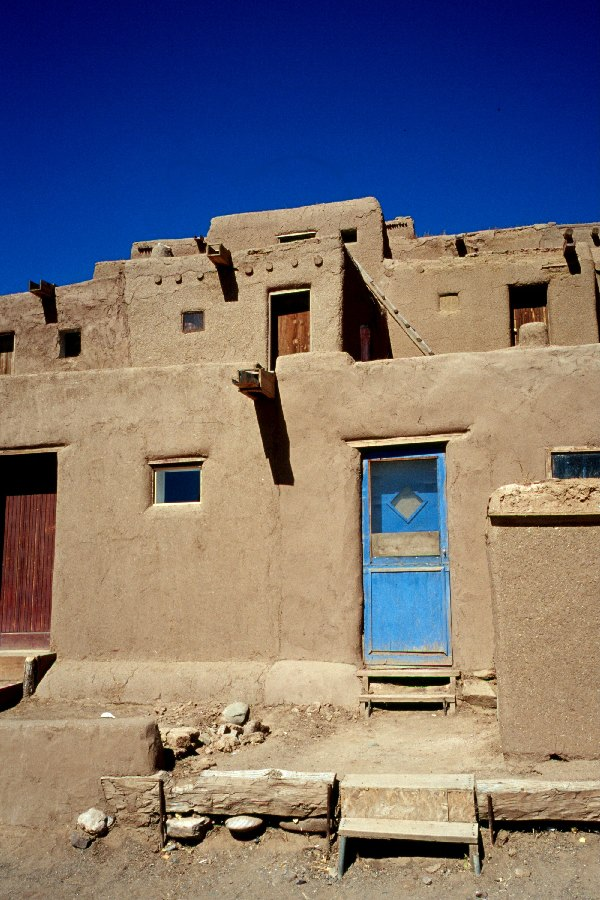
Глинобитный дом в Таос-Пуэбло

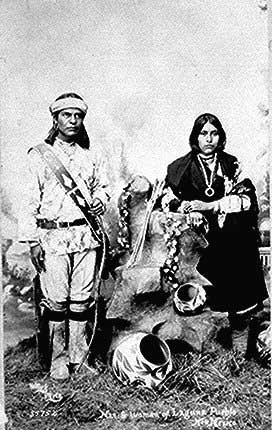
Представители племени Лагуна-Пуэбло, Нью-Мексико

Предки пуэбло — полуоседлые племена охотников и собирателей, постепенно освоившие примитивные формы подсечно-огневого сельского хозяйства. Представители археологических культур Анасази, Могольон, Патайян, Саладо и Хохокам длительное время мирно соседствовали друг с другом и приобрели общие черты. В XIII—XV веках в результате Великой засухи представители этих культур переселились в долину реки Рио-Гранде и ныне пустынные плоскогорья Аризоны и Нью-Мексико, а территории их прежнего обитания заселили апачи и навахо.

## Языки и этнический состав
Пуэбло говорят на различных языках: шошонском, хопи, тано, зуни (зуньи, суньи), которые относят к ацтекско-таноанской макросемье, и изолированном языке или группе языков керес.

## Хозяйство и быт
Основное занятие — ручное земледелие: суходольное — у хопи и зуни, ирригационное — у тано. Выращивают кукурузу, фасоль, тыкву, подсолнечник, стручковый перец. Охота и рыболовство имеют подсобное значение.
Ремёсла — узорное ткачество на вертикальных станках, лепная расписная керамика, обработка меди, изготовление украшений из серебра (заимствовано у испанцев).
Одежда — кожаный фартук, плащ из материи или кроличьих шкурок, ноговицы, мокасины, у женщин — накидка до колен, держится на правом плече.

## Архитектура
Жилище — поселение-крепость (пуэбло, отсюда название народа), до 4000 человек, замкнутое сооружение вокруг двора или площади с глухими внешними стенами. Строят из песчаника или кирпича-сырца. Жилые помещения расположены уступами в 5—6 этажей. Крыша нижнего этажа является двором для верхнего.
По лестницам через отверстия в крыше можно проникнуть в «кивы», колодцеобразные круглые помещения, где собирались советы родов и племён, проводились религиозные церемонии.
Навахо, занявшие часть земель пуэбло, под их влиянием в XVII—XVIII веках строили крепости-пуэблито.
Многие пуэбло до сих пор живут в старинных глинобитных домах. Памятником всемирного наследия ЮНЕСКО является Таос-Пуэбло — поселение почти 1000-летней давности с древними многоэтажными зданиями, предположительно созданное культурой анасази и населённое до сих пор. Гораздо более величественные скальные жилища древних пуэбло, многие из которых отнесены к национальным памятникам США (Бандельер, Меса-Верде, Навахо-Парк, Тузигут, Хила, Ховенуип, Чако-Каньон и ряд других), были заброшены ещё в годы Великой засухи около 1300 года н. э.
Появившийся в начале XX века современный стиль пуэбло имитируют внешний вид традиционных саманных домов индейцев и остаётся очень популярным в Санта-Фе и Нью-Мексико.

## Социальные отношения
У западных пуэбло — род матрилинейный, семьи матрилокальные, у восточных — род патрилинейный, семьи патрилокальные, большие. Система родства типа кроу. Сформировались раннеклассовые отношения, у восточных — управляют выборные военные вожди.

## Культура и верования
Традиционные религиозные культы — культы сил природы, солнца, промысловые, тотемизм, культ качин. Качина — раскрашенная и наряженная фигурка, служит атрибутом разных церемоний. Один из примеров качины — фигурка человека, за головой у которого три пластинки, вверх и в стороны. В целом — форма креста. Раскрашена тремя-четырьмя цветами.

## Известные современные памятники пуэбло
- Аватови
- Пэйнтид-Дезерт-Инн
- Сикьятки
- Таос-Пуэбло